# Precision Strike Missile (PrSM)
PrSM (від англ. Precision Strike Missile, дослівно — Високоточна ударна ракета) — серія балістичних ракет малої дальності з GPS-наведенням, розроблена Армією США для заміни ATACMS. Армія США оголосила, що перша партія PrSM була поставлена у грудні 2023 року.

## Розробка
У березні 2016 року компанії Lockheed Martin, Boeing і Raytheon оголосили про намір взяти участь у тендері на створення ракети для задоволення вимог армії США щодо програми LRPF (англ. Long Range Precision Fires дослівно — Точна стрільба на великі відстані), яка мала замінити ATACMS. PrSM використовує передові технології двигунів, що дозволяють їй літати швидше та на більші відстані (спочатку до 500 км). Вона також має більш тонкий і обтічний корпус, що дозволяє збільшити кількість ракет у пусковій установці до двох, тим самим подвоюючи боєзапас M270 MLRS та M142 HIMARS.
Boeing і Raytheon брали участь у конкуренції, але обидві компанії вийшли з неї на початку 2020 року, залишивши Lockheed Martin єдиним розробником ракети. Зброя планувалася до введення в початкову експлуатацію у 2023 році. Початкова версія PrSM зможе уражати лише стаціонарні цілі на суші, але в наступних версіях буде передбачена можливість наведення на рухомі цілі як на суші, так і на морі.
Після виходу США з Договору про ліквідацію ракет середньої та малої дальності (ДРСМД) дальність PrSM планували збільшити понад 500 км, яке було встановлене договором.
У червні 2020 року армія США розпочала випробування нового багаторежимного самонаведення для PrSM, яке має стати частиною масштабної програми модернізації, запланованої на 2025 рік. Технологічні вдосконалення, включаючи можливе використання прямоточного повітряно-реактивного двигуна, можуть збільшити дальність ракети до 1000 км.
У липні 2021 року США оголосили, що Австралія стала партнером у програмі PrSM, підписавши меморандум про взаєморозуміння щодо другого етапу програми (протикорабельний варіант ракети) з управлінням оборонного експорту та співпраці армії США. Австралія виділила на цей проєкт 54 мільйони доларів США.
У січні 2024 року Австралія підтвердила подальшу участь у партнерстві та погодилася придбати ракети PrSM третього та четвертого покоління. Це розширить дальність австралійських PrSM понад 1000 км, що може зробити їх конкурентами найдальшої ракети Австралії — BGM-109 Tomahawk.
Велика Британія, в межах модернізації своїх M270 MLRS до стандарту M270A2, розглядає можливість придбання PrSM.
8 грудня 2023 року армія США оголосила про постачання першої партії PrSM.
17 червня 2024 року списаний десантний транспортний док USS Cleveland типу Austin був потоплений у Північній частині Тихого океану під час випробування PrSM проти рухомої цілі в районі навчального полігону Mariana Island Range Complex. Це стало першим відомим випробуванням ракети на морську ціль у русі.
26 серпня 2024 року стало відомо, що США відмовили Норвегії у запиті на придбання ракет Precision Strike Missile (PrSM).
23 січня 2025 року Міністерський комітет з питань оборонного співробітництва Балтійських держав висловив спільний інтерес країн Балтії щодо придбання високоточної ракети Precision Strike Missile (PrSM), підписавши Спільну заяву.

## Варіанти та модифікації

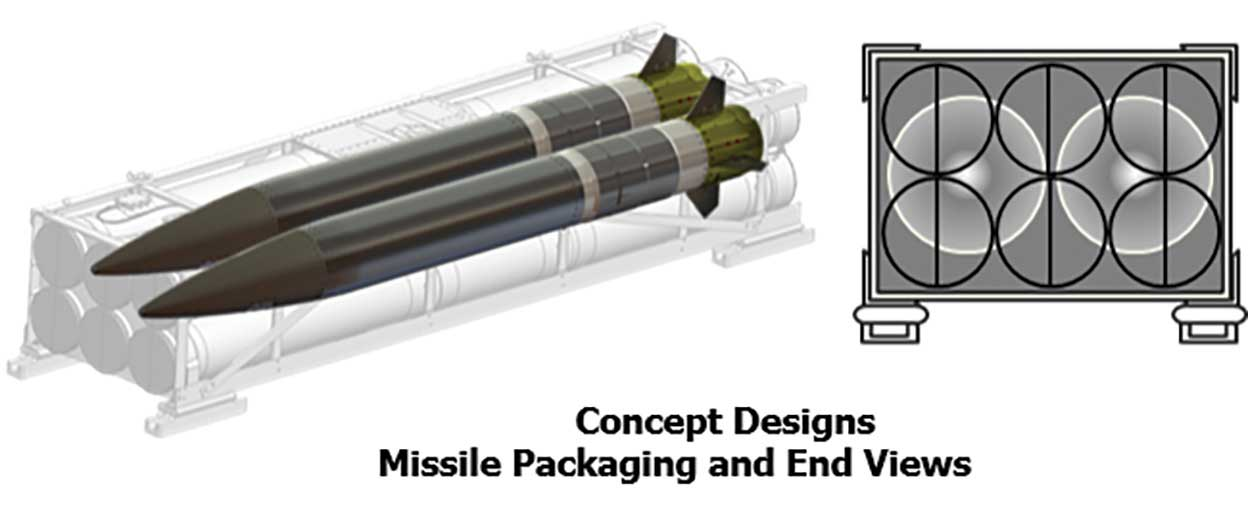
Концепт-арт капсули з PrSM

PrSM наразі має чотири етапи (increments), які або перебувають у розробці, або заплановані до розробки.

### Increment One
Increment One — поточна версія ракети, що використовується Армією США. Вона має договірно обмежену дальність у 500 км і не оснащена багаторежимною головкою самонаведення. Вона поступово замінює тактичні балістичні ракети MGM-140 ATACMS.

### Наземна протикорабельна ракета (Increment Two)
Increment Two, офіційно відома як Land Based Anti-Ship Missile (LBASM; укр. «Протикорабельна ракета наземного базування»), відрізняється від першої версії тим, що має багаторежимну головку самонаведення. Це дозволяє їй більш ефективно долати зони, захищені системами ППО.
Оскільки LBASM розроблялася після виходу США з Договору про ліквідацію ракет середньої та малої дальності у 2019 році, її дальність буде збільшена понад попередню межу у 500 км — очікується, що вона сягне 1 000 км. Також планується збільшення швидкості ракети.
Як випливає з назви, LBASM буде балістичною ракетою протикорабельного типу та, завдяки багаторежимному самонаведенню, зможе уражати рухомі цілі.
Очікується, що перші закупівлі ракети будуть завершені у 2028 фінансовому році, після чого Корпус морської піхоти США та Армія Австралії отримають цю зброю.
Перше бойове випробування відбулося у 2024 році.

### Increment Three
Increment Three матиме більшість технологій, використаних у версіях One та Two, але головною відмінністю стане розширення типів боєприпасів, які може нести ракета. Очікується, що вона буде здатна переносити потужніші вибухові боєголовки.
Цей варіант розробляється як засіб для знищення укріплень, що дозволить йому ефективно руйнувати захисні споруди та інші міцні конструкції.
Наразі немає інформації про те, коли Increment Three буде закуплений Збройними силами США або Армією Австралії. Однак вважається, що він стане доступним після розгортання версій One, Two і Four.

### Increment Four
Increment Four зосереджений на подальшому збільшенні дальності ракети, зберігаючи більшість технологій версій One, Two і, ймовірно, Three.
Головна мета — перевищити дальність 500 км версії One, а також 1 000 км версії Two. Для цього буде вдосконалена технологія двигуна та аеродинаміка ракети.
На даний момент за контракт на розробку Increment Four змагаються Lockheed Martin та спільний консорціум компаній Raytheon-Northrop Grumman.

### Increment Five
У грудні 2024 року директор Long-Range Precision Fires Cross Functional Team, бригадний генерал Рорі Крукс, повідомив, що розпочато попередні роботи над п’ятим етапом (Increment Five). Науково-дослідна ініціатива у межах цієї програми має стартувати у фінансовому 2026 році.
Основна ідея Increment Five — розробка ракети, призначеної для запуску з автономних транспортних засобів.
Генерал Крукс пояснив, що стандартний пусковий контейнер M270 MLRS має довжину приблизно 4 м. Якщо використовувати автономну платформу без кабіни оператора, то це може дозволити збільшити довжину ракети, що відкриє нові можливості для її бойового застосування.

## Оператори

### Поточні
- США
  -  Армія США

### Майбутні
- Австралія
  -  Сухопутні війська Австралії